# Nikolai Filippowitsch Bakejew
Nikolai Filippowitsch Bakejew (russisch Никола́й Фили́ппович Баке́ев; * 20. November 1932 in der Oblast Tula; † 20. Juli 2016 in Moskau) war ein russischer Chemiker, Polymerchemiker und Hochschullehrer.

## Leben
Bakejew studierte Chemie an der Lomonossow-Universität Moskau (MGU) mit Abschluss 1956. Seine Diplomarbeit wurde von W. A. Kargin betreut. Anschließend arbeitete er dort zunächst als Chemie-Laborant und dann als Junior-Wissenschaftler wie auch W. A. Kabanow und N. A. Platé. 1960 wurde er mit der von W. A. Kargin betreuten Dissertation Elektronenmikroskopische Untersuchung der Ordnungsprozesse in amorphen Polymeren zum Kandidaten der Chemischen Wissenschaften promoviert. 1965 übernahm er die Leitung des Laboratoriums für Polymer-Struktur. 1968 wurde er mit der Dissertation Die Struktur amorpher Polymere zum Doktor der Chemischen Wissenschaften promoviert. 1969 erfolgte die Ernennung zum Professor am Lehrstuhl für Polymerchemie der MGU.
Bakejew wurde 1987 korrespondierendes Mitglied der Akademie der Wissenschaften der UdSSR (AN-SSSR) und 1992 Vollmitglied der nun Russischen Akademie der Wissenschaften (RAN).
Bakejew untersuchte Sauerstoff-empfindliche phosphoreszierende Polymer-Nanomaterialien in Kooperation mit Wissenschaftlern des University College Cork und entwickelte mit ihnen einen photochemischen Polymer-Sensor für die Sauerstoff-Messung, für den Luxcel Biosciences Limited in Cork 2008 ein USA-Patent beantragte und 2014 die Bewilligung bekam.

## Ehrungen
- W. A. Kargin-Preis (1987)
- Orden der Ehre (1999)[5]